# Хардтхаузен-ам-Кохер
Хардтхаузен-ам-Кохер (нем. Hardthausen am Kocher) — община в Германии, в земле Баден-Вюртемберг. 
Подчиняется административному округу Штутгарт. Входит в состав района Хайльбронн.  Население составляет 3989 человек (на 31 декабря 2010 года). Занимает площадь 35,55 км².
Коммуна подразделяется на 3 сельских округа.

## Фотографии

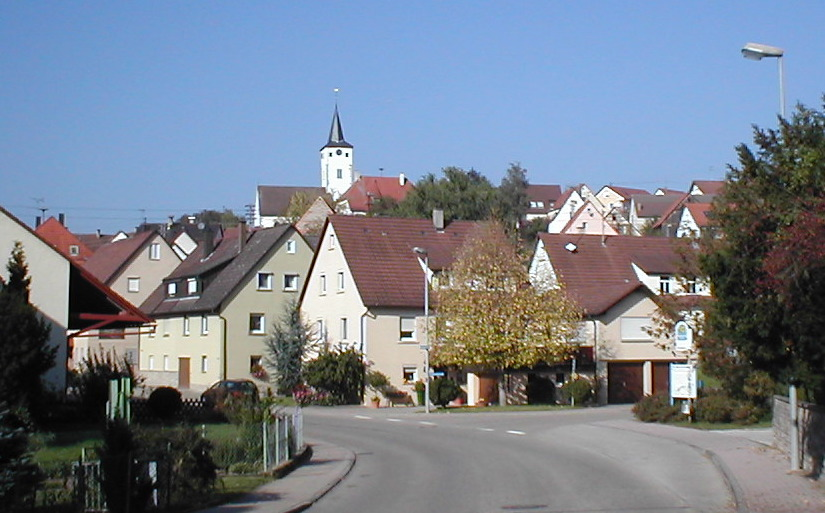
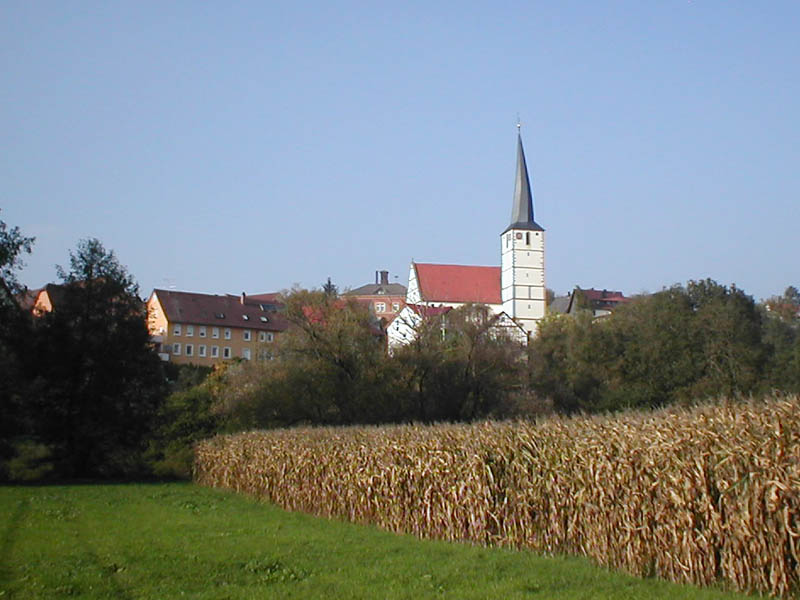
Ратуша
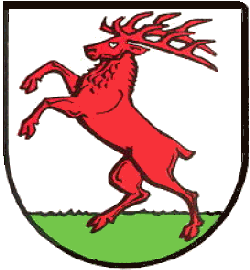
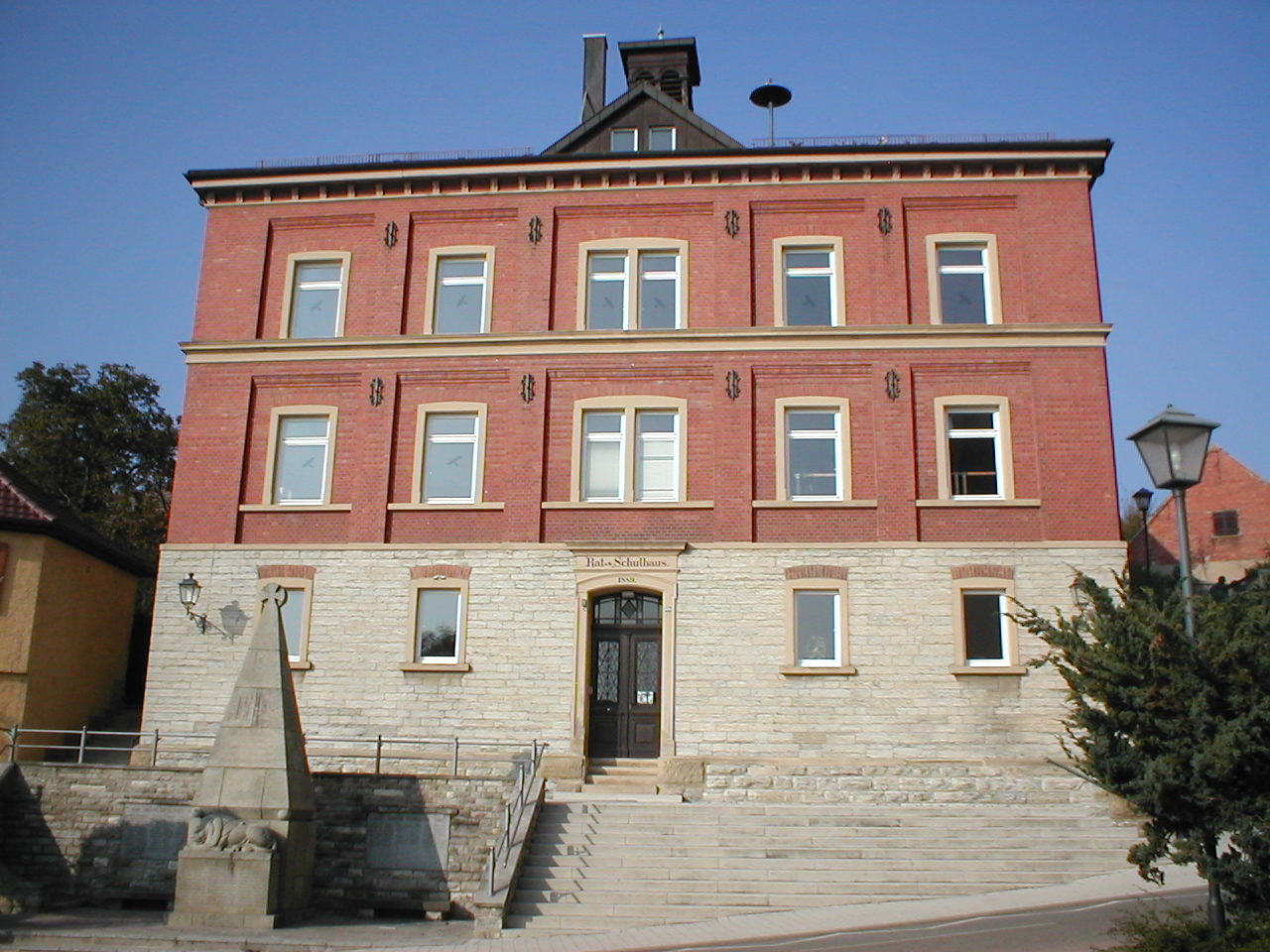
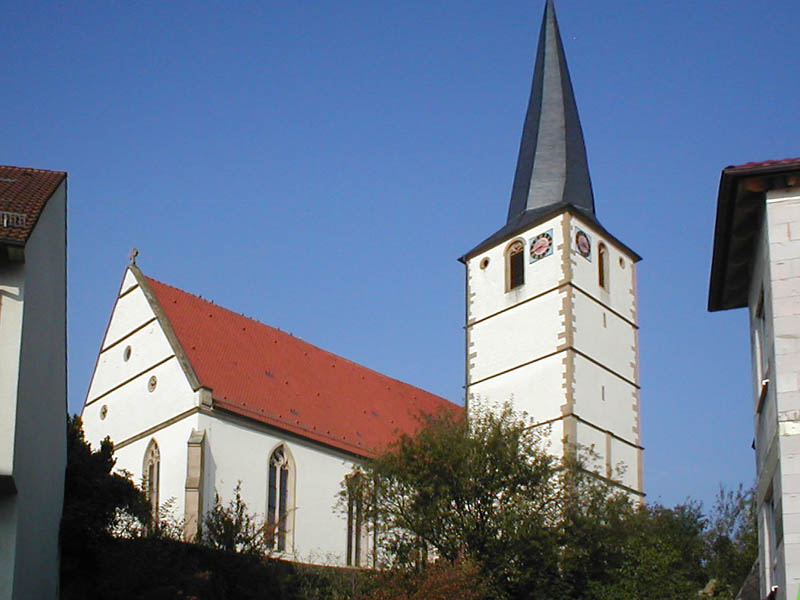
Церковь
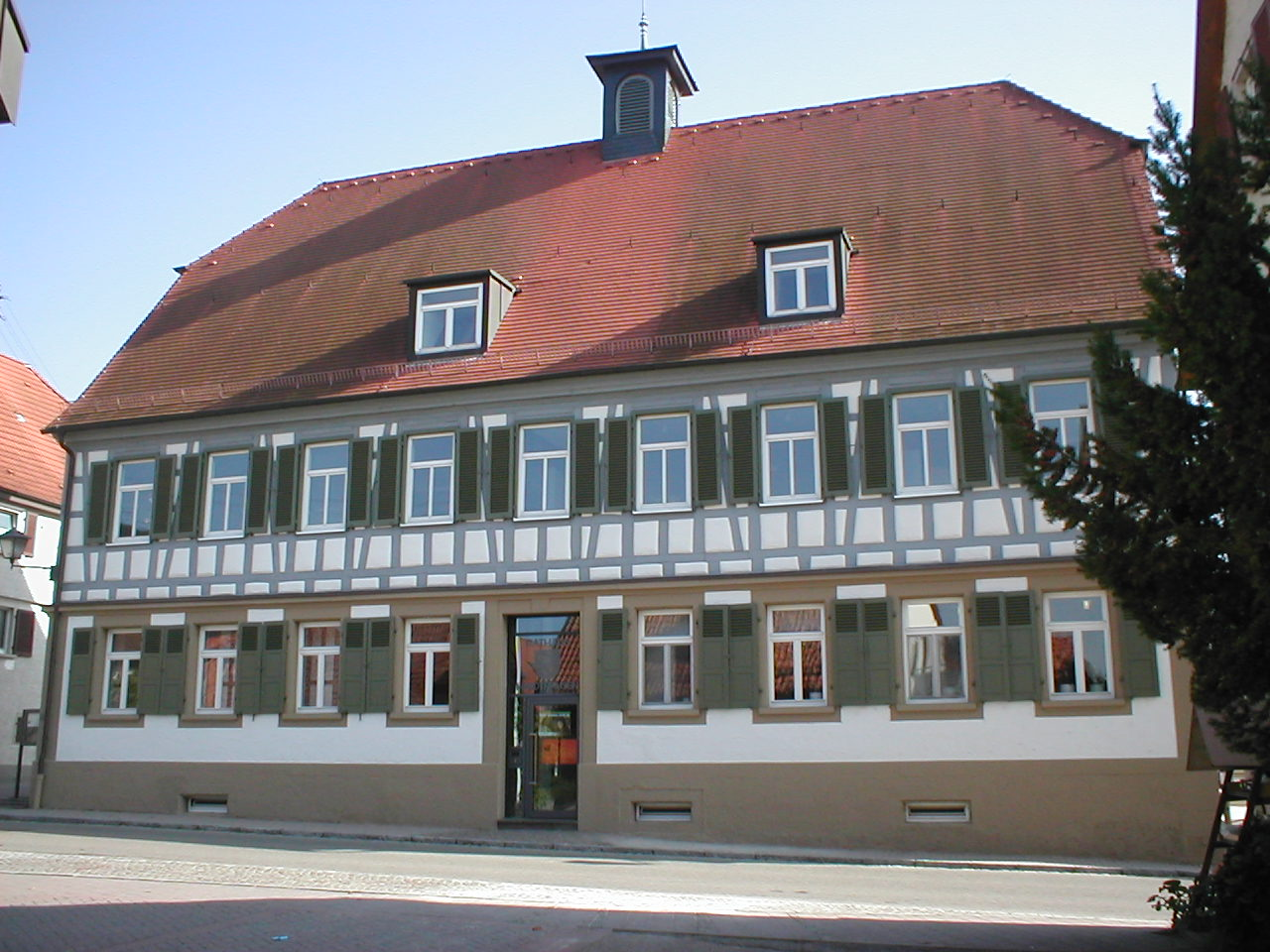
Ратуша
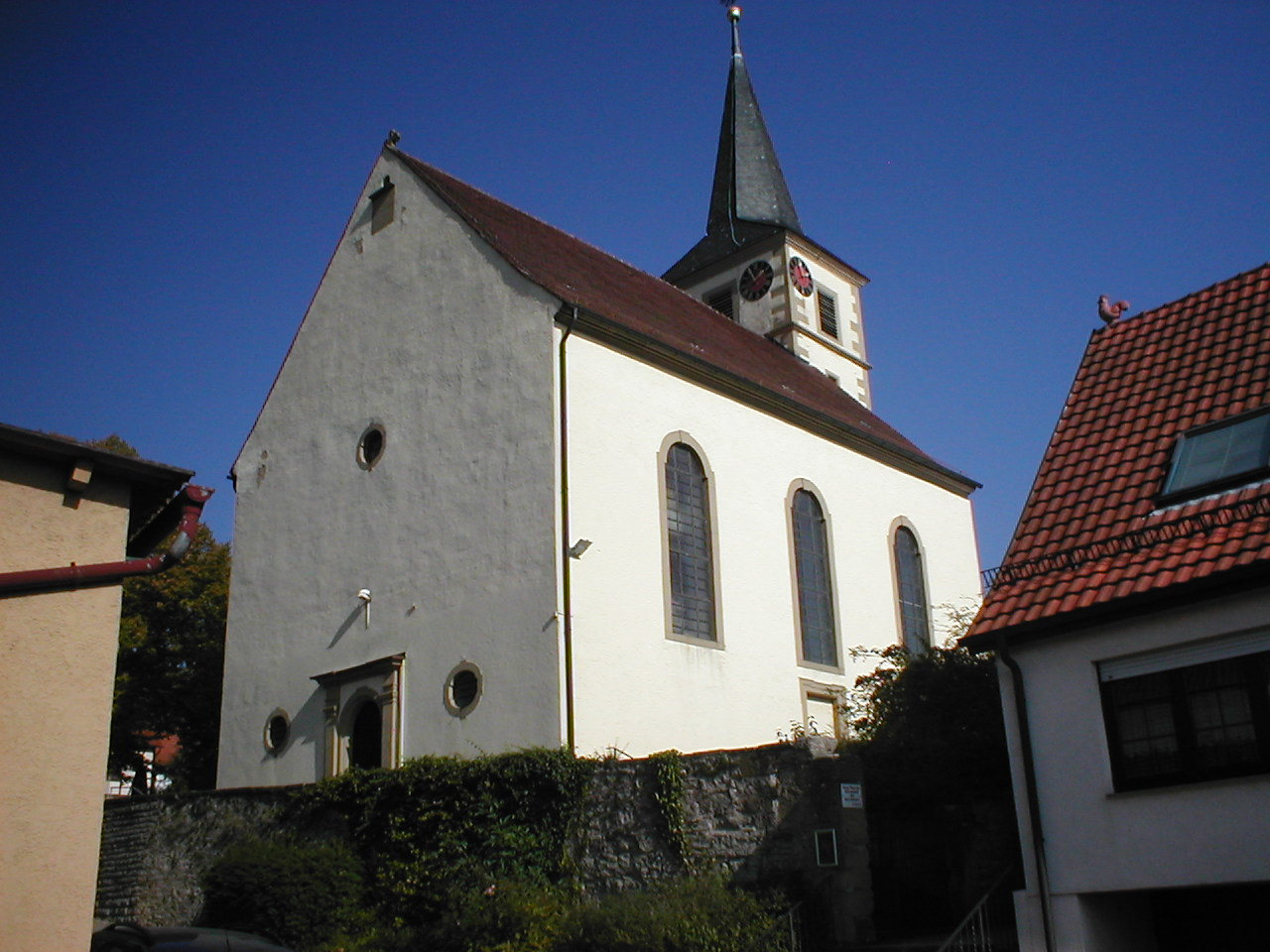
Церковь
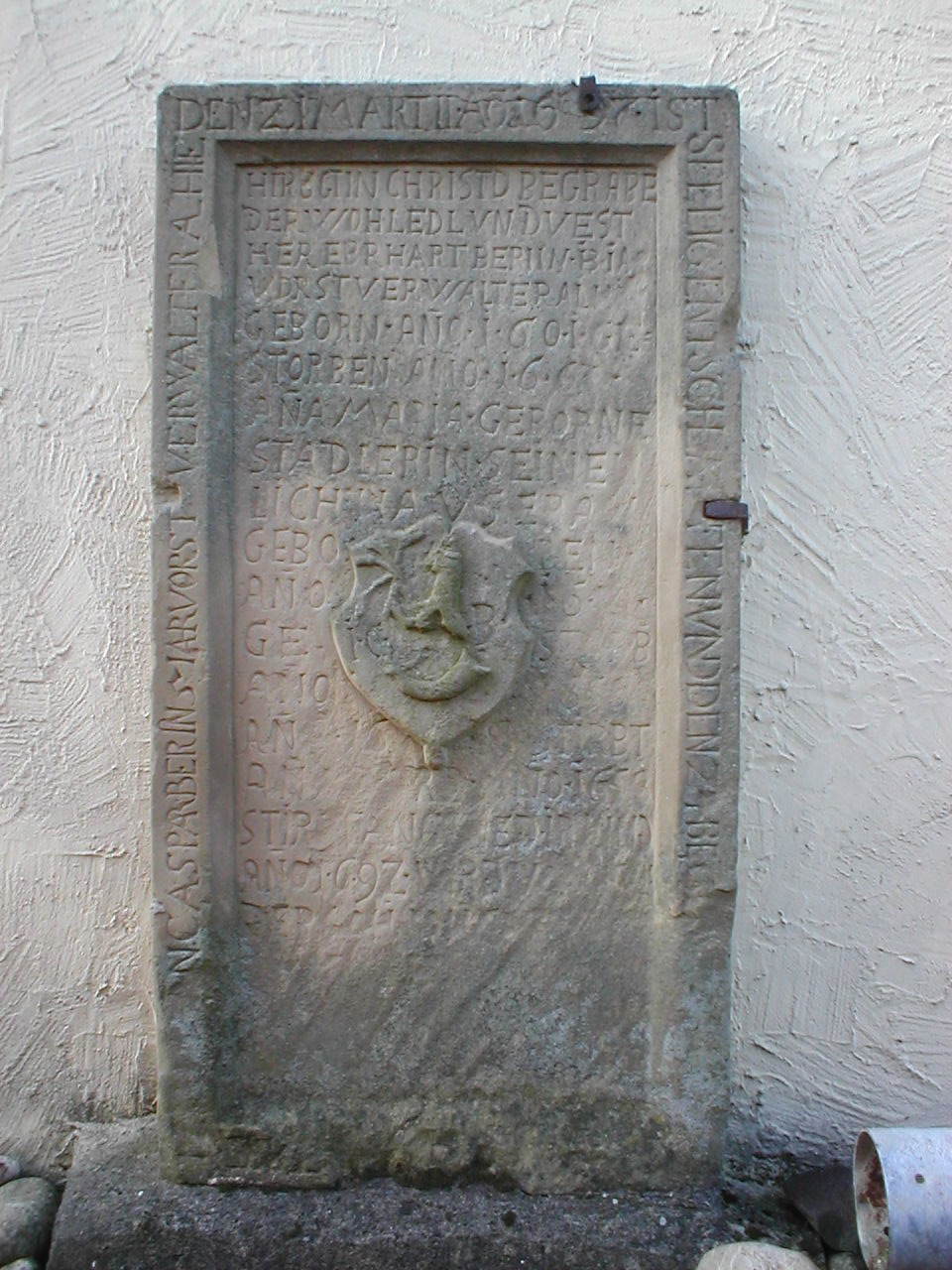
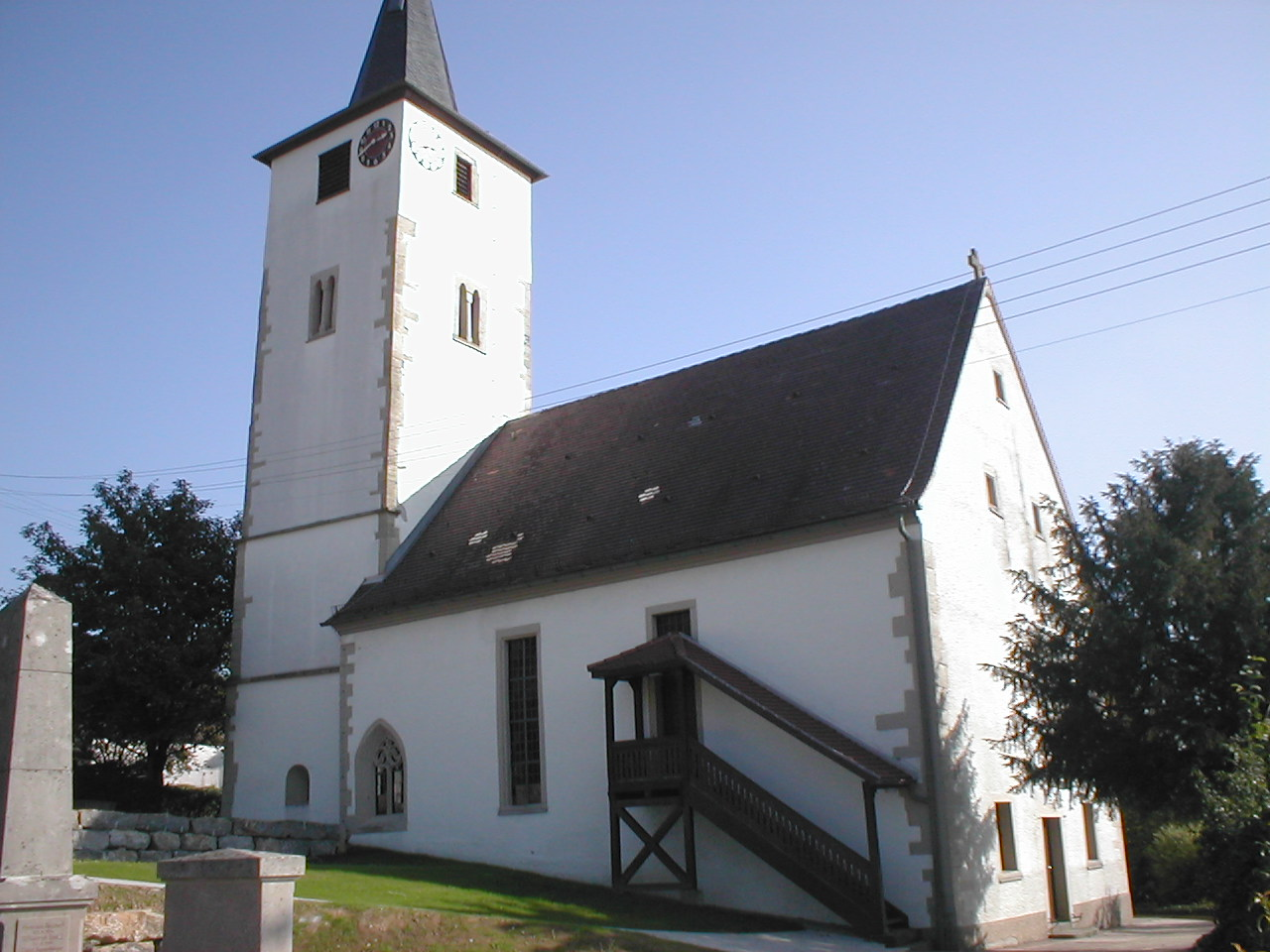
Церковь
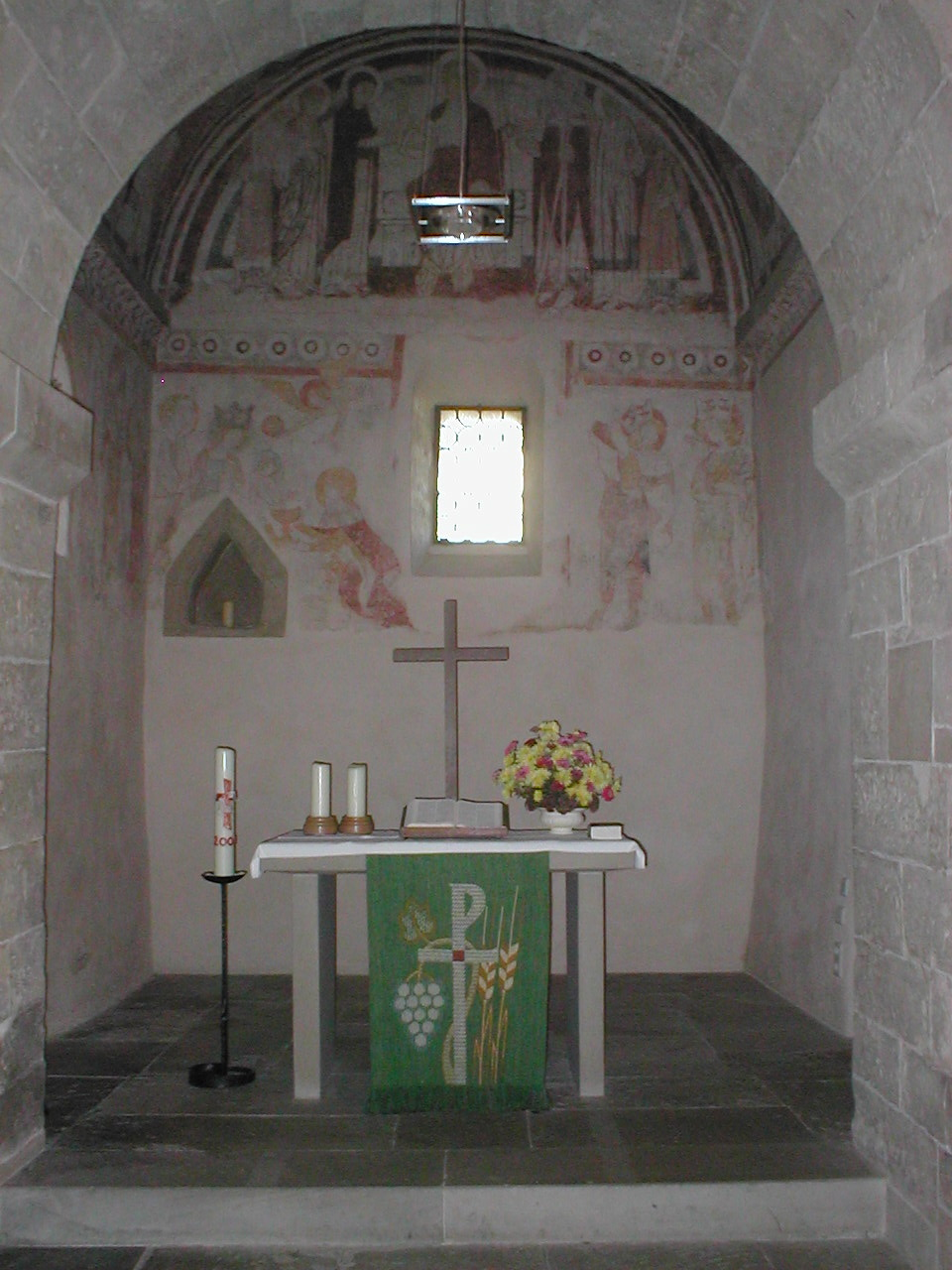
Церковь
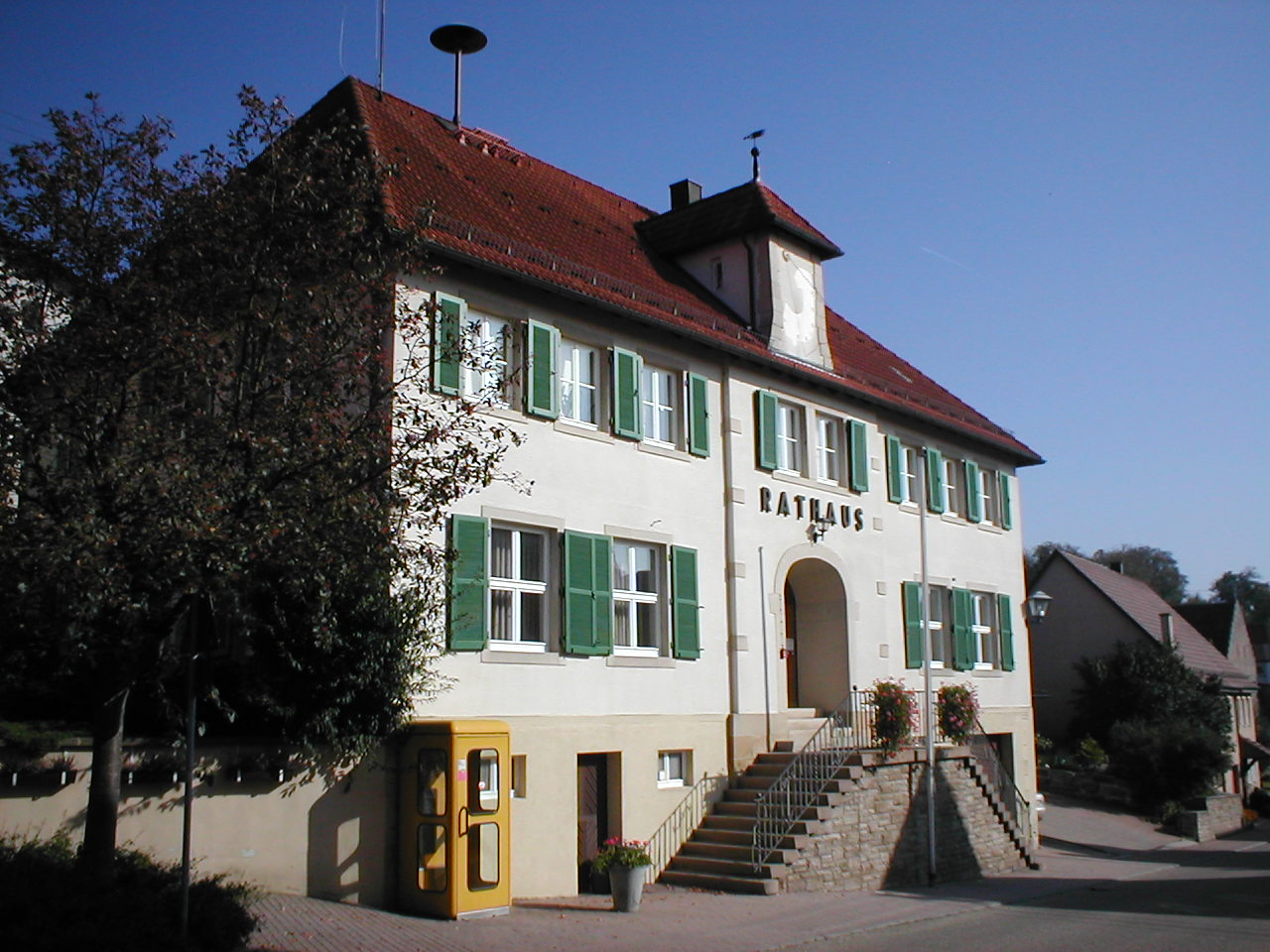
Ратуша
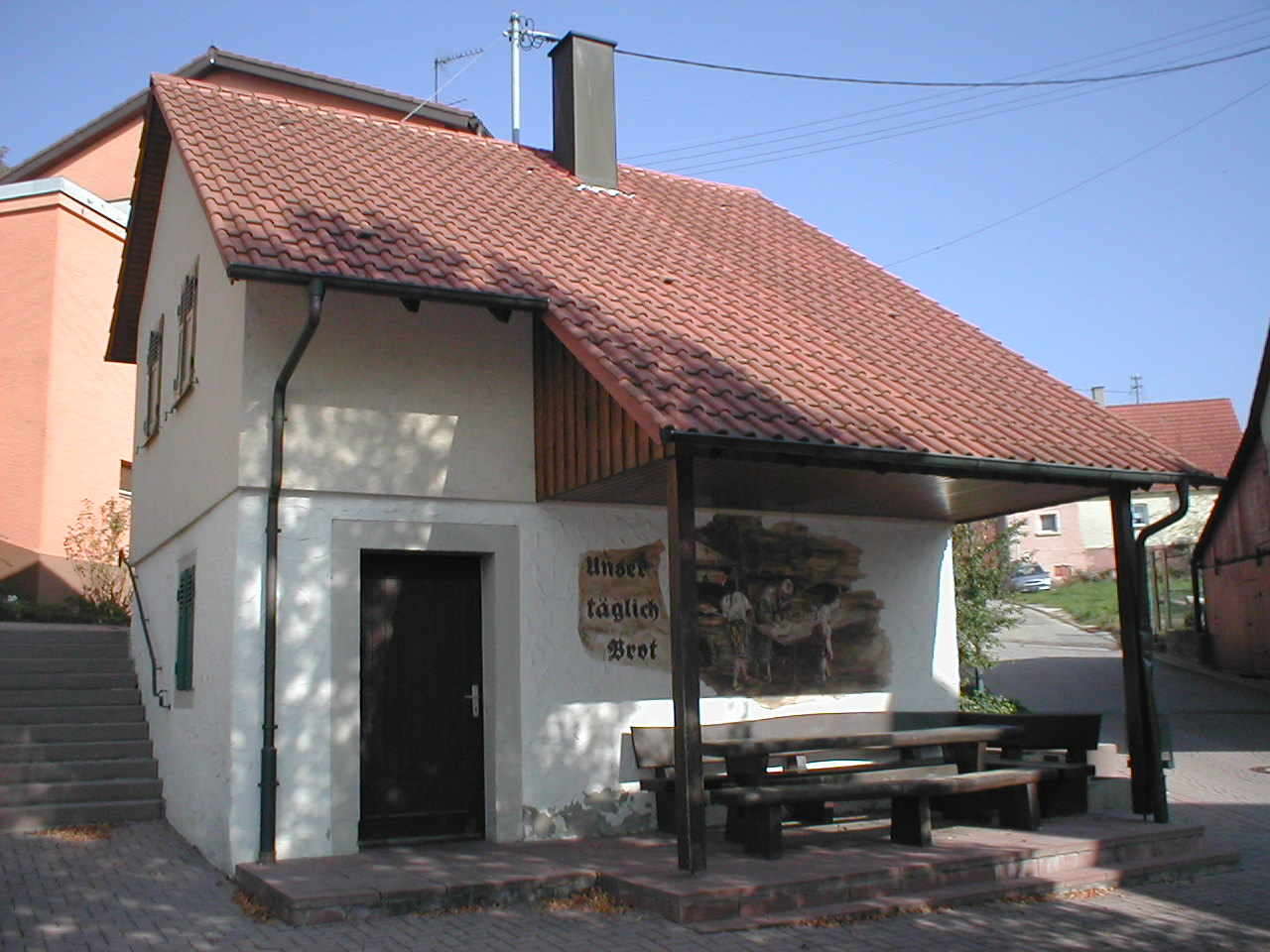